# Carlos Mendieta (calciatore)
Carlos Reynaldo Mendieta López (Diriamba, 3 novembre 1979) è un ex calciatore nicaraguense, di ruolo portiere.

## Carriera

### Club
Ha cominciato a giocare nel Diriangén. Nel 2004 si è trasferito al Parmalat. Nel 2005 è passato al Real Estelí, in cui ha giocato per otto anni. Nel 2013 è stato acquistato dal Diriangén, in cui ha militato fino al 2016.

### Nazionale
Ha debuttato in Nazionale nel 2001. Ha partecipato, con la maglia della Nazionale, alla Gold Cup 2009. Ha giocato con la Nazionale fino al 2009.

## Palmarès

### Club

#### Competizioni nazionali
- Primera División de Nicaragua: 6

Real Estelí: 2006-2007, 2007-2008, 2008-2009, 2010-2011, 2011-2012, 2012-2013